# Ljutice (gmina Požega)
Ljutice (cyr. Љутице) – wieś w Serbii, w okręgu zlatiborskim, w gminie Požega. W 2011 roku liczyła 352 mieszkańców.